# Сграфіто
Сграфі́то (італ. sgraffito) — техніка створення настінних зображень, перевагою яких є їх велика стійкість; техніка декорування керамічних виробів.
Назва походить від італійського слова graffiare («дряпати»).
В кераміці техніка сграфіто полягає у прорізуванні малюнку поверх кольорового тла виробу.

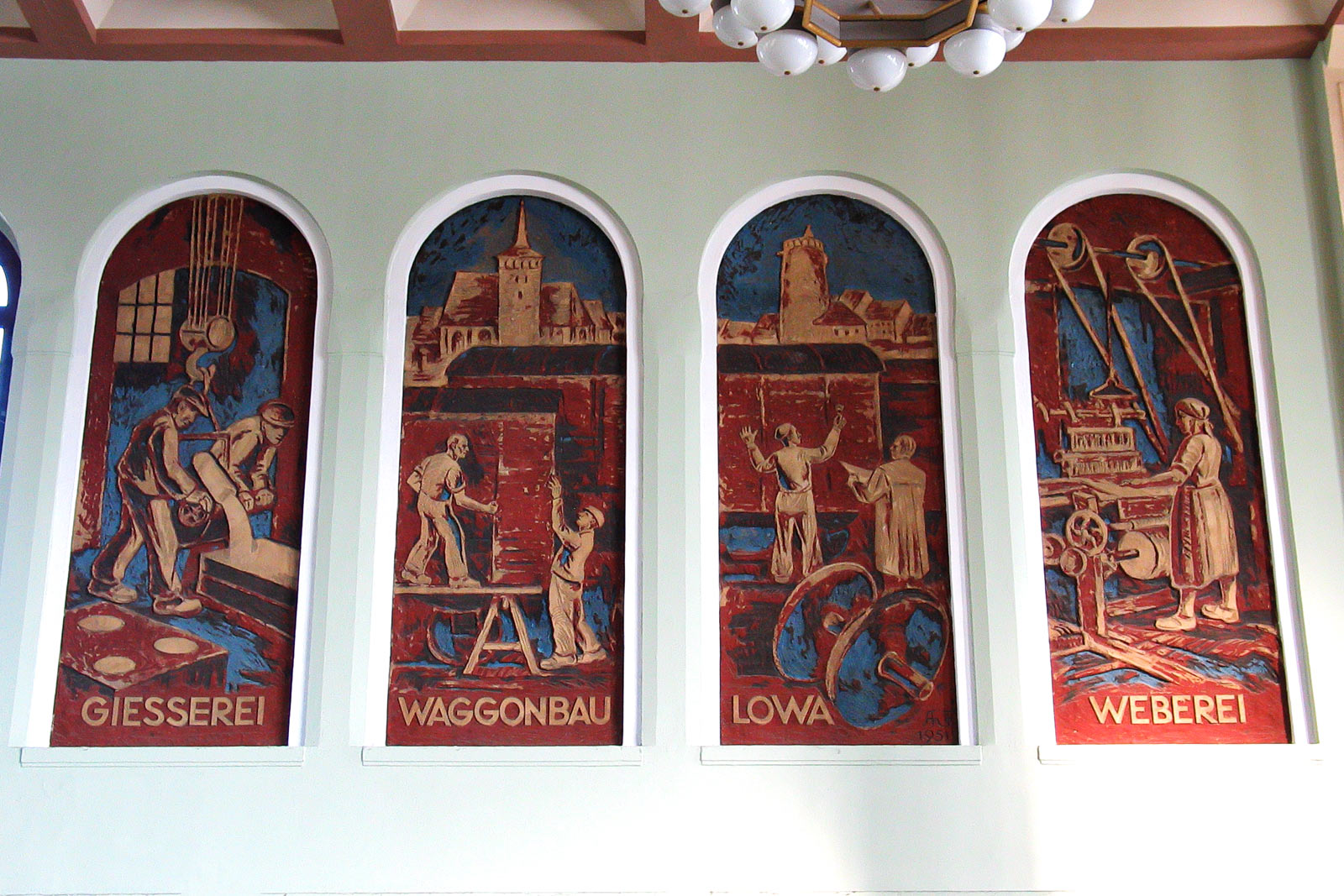
сграфіто на південно-східній стіні на вокзалі Баутцен (Німеччина)

Найпростіший випадок двоколірного сграфіто в архітектурі — нанесення на стіну одного шару вапна («штукатурки» з німецької), що відрізняється за кольором від основи. Якщо в деяких місцях зіскребти вапно то вийде двоколірний малюнок.
Для отримання багатобарвного сграфіто на стіну наносять декілька шарів вапна, що вирізняються за кольором (забарвлюють різними пігментами); потім його зіскрібають на різну глибину, щоб оголити шар з потрібним кольором.
У техніці сграфіто розписані зовнішні стіни багатьох ренесансних садибних будинків Центральної Європи, зокрема, Літомишльський замок в Чехії та замок Красицьких у Польщі.

## В кераміці
Науковці та майстри кераміки іноді сперечаються, чи можна вважати будь-яку кераміку з прорізаним малюнком сграфіто. В такому випадку, своє коріння ця техніка братиме ще зі Стародавнього Єгипту. Грецькі майстри використовували сграфіто для декорування глиняного посуду. Видряпані малюнки можна зустріти також на керамічних виробах стародавніх народів Латинської Америки — інків і майя.

Більш традиційним визначенням сграфіто є таке:
«Sgraffito (або sgraffiato) — це керамічний виріб, покритий шаром рідкої глини, зазвичай білої, який покриває тіло виробу, зроблене з червоної глини. Малюнок вирізається, поки виріб ще сирий, через білий шар глини, таким чином в прорізаних лініях видно темне тло виробу. Після першого випалу червона глина набуває цегляного кольору, має грубу, не надто міцну структуру. Далі його покривають фарбами, такими як оксид міді (зелений колір), заліза (жовтий) та марганцю (коричневий). Коли фарби нанесено, виріб покривають свинцевою глазур'ю і випалюють вдруге. Глазур під час випалу стає прозорою, через неї видно малюнок
Така кераміка зародилась ще в Аббасидському халіфаті, на території сучасних Ірану, Персії, Іраку в IX столітті. Найвідоміші центри виготовлення сграфіто — Нішапур, Басра, Зенджан, Ґаррус (сучасне місто Біджар), Амол, Сарі, Самарканд, Керман. 
У ІХ-ХІ столітті техніка sgraffito починає активно розвиватись, особливо Ірані та Персії, в період правління династії Буїдів (932—1055 рр., Західна Персія та Ірак) та династії Саманідів (819—999 рр. Середня Азія). Центрами виробництва кераміки стають Нішапур, Басра, Зенджан, Ґаррус (сучасне місто Біджар), Амол, Сарі, Самарканд, Керман. Потім ця кераміка отримує широке поширення за династії Мамелюків та Сельджуків (1037—1194 рр).  Домінують зелені, жовті та коричневі кольори, основними формами є миски, тарілки, глечики. Малюнки різні — рослинні та геометричні орнаменти, тварини (зазвичай птахи), людські фігури.

У ХІІ-ХІІІ столітті техніка sgraffito поширюється на Сирію, Кіпр та Візантійську Імперію.
»…Обидва методи оздоблення в візантійській кераміці були ісламського походження, натхненні коштовними металевими виробами. Візантійські гончарі також використовували декоративні мотиви ісламського світу. Деякі з них (наприклад, птахи чи так звані «Куфічні» написи) нагадували sgraffito Уаре з Ірану та Сирії. Це не дивно, адже торгівля керамікою була інтернаціональною в середні віки. Контакти між Візантією та ісламським світом були близькими, у Візантійській імперії навіть існували ісламські общини. Окрім того, на розкопках в Греції (Коринф), в Криму (Херсонес) і на Кіпрі (Нікосія) знайдені різні керамічні вироби ісламського походження"
В ХІІІ–XVI столітті sgraffito розвивається в Італії, особливо в Падуї та Венеції. Спочатку кераміка в цій техніці була доволі груба, її робили як дешевший аналог майоліки. Проте в XV столітті вироби стали більш довершеними, майстри почали більше уваги приділяти малюнкам та формі. Кольори залишаються тими ж — зелений, жовтий, коричневий. Окрім рослинних мотивів та тварин з'являються також зображення людей.
В XVI—XVII столітті долина Арно була найбільшим виробником sgraffito в Італії, кераміка звідти експортувалась в багато країн — Єгипет, Туреччину, Францію, Іспанію, Англію, Голандію, і навіть Америку.

З XVI століття техніка поширюється в Німеччині (Баварія), а також у Франції (Бове). Далі, починаються експерименти з кольорами та матеріалами, і в ХІХ–ХХ столітті митці Арт-Нуво використовують цю техніку для оздобрення будинків.

### В Україні
Керамічна техніка сграфіто поширена в західній частині України, зокрема на Гуцульщині. Відома гуцульська кераміка виготовлена з червоної глини, має зелено-жовту колірну гамму, і графічний малюнок, вирізаний по вкритому білим ангобом тлі.
Застосовували сграфіто і на сході України. Так, у містечку Сенчі на Полтавщині обливали посуд світлим ангобом (з суміші побілу і гончарної глини), і кутом гончарного ножика прорізували лінії і зиґзаґи поверх світлого тла. В прорізаних ділянках темний колір черепка контрастував зі світлим забарвленням тла, що давало графічний ефект.

## В архітектурі

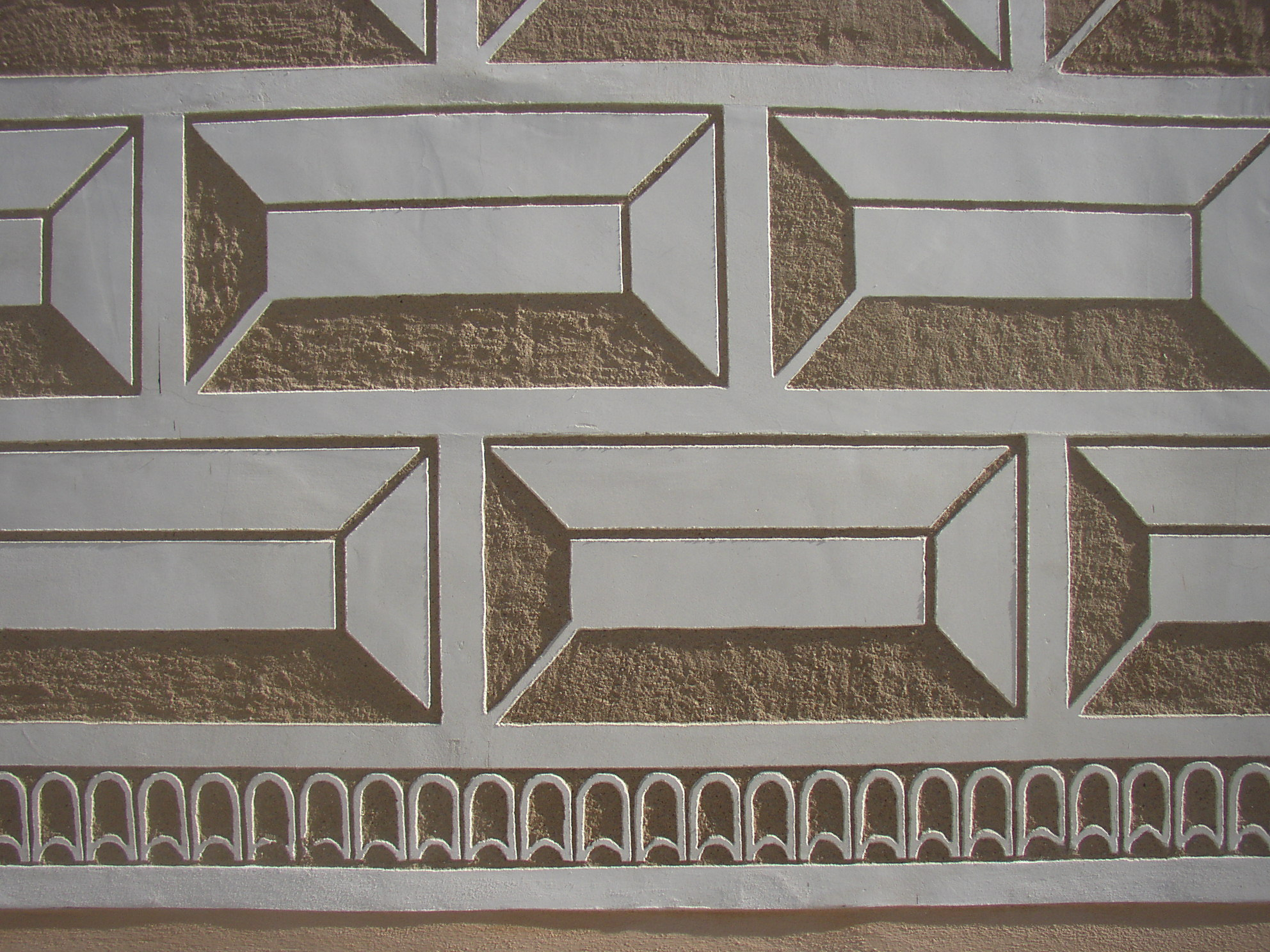
Двоколірне сграфіто, Брезніце (Чехія)

Первісна людина видряпувала каменем на стіні печери примітивний малюнок. Це не що інше, як один з найдавніших видів сграфіто в архітектурі. Відомі малюнки, виконані просто пальцем по вологому шару глини, нанесеному на стіну печери.
У XV—XVII століттях сграфіто широко застосовували в Італії для прикрашання зовнішніх стін архітектурних споруд. Завдяки порівняльній простоті технічних прийомів і високої міцності сграфіто незабаром поширилося в багатьох інших країнах Європи. Знали та вдало застосовували сграфіто майстра Стародавньої Русі.
сграфіто все ширше застосовали і в радянському декоративному мистецтві. Прикладом вдалого використання сграфіто в сучасній архітектурі може служити Палац піонерів і школярів у Москві.

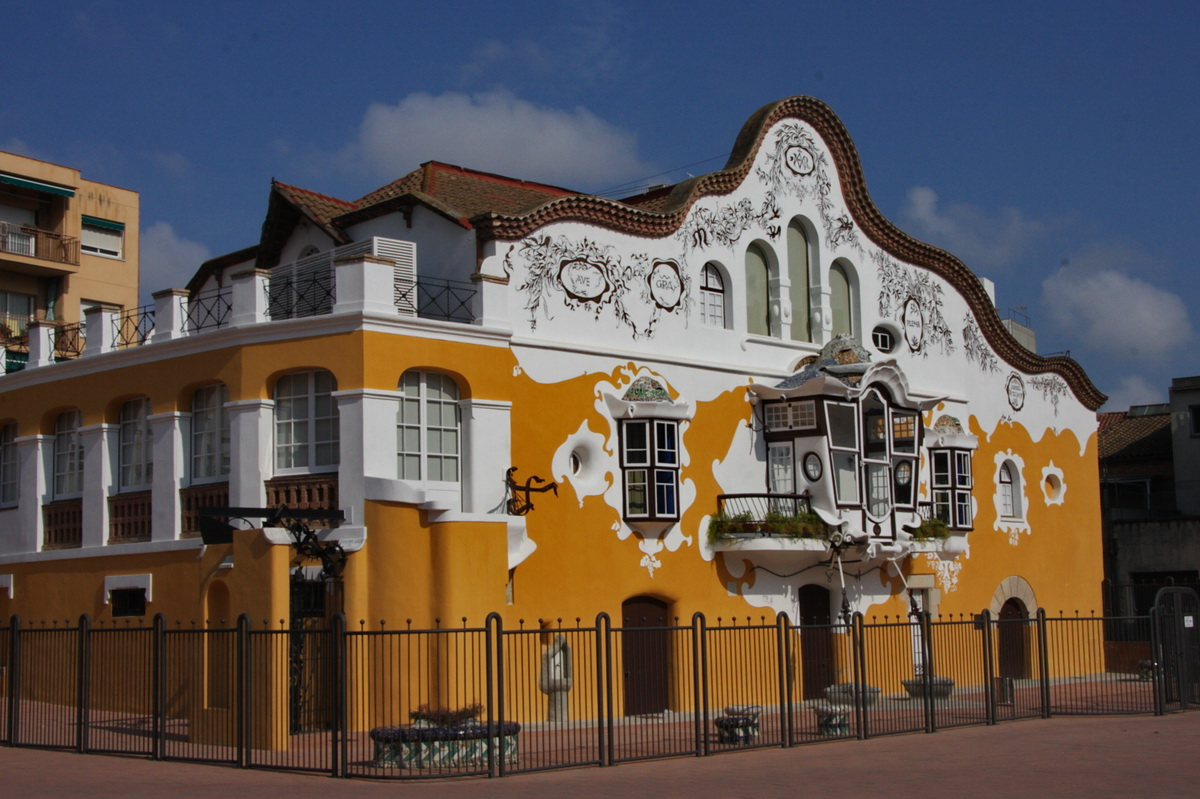
«Farm House» у Сант Джоан Деспі (Іспанія)

З плином часу змінювалися прийоми сграфіто, вводилися нові матеріали, удосконалювалися інструменти.

## Сграфіто у Львові
Збережені об'єкти знаходяться у Львові за адресами:
- вул. Архипенка, 32 (1930 р., архітектор Тадеуш Врубель, виконавець сграфіто К. Пьотрович).
- вул. Вітовського, 9а (1937 р., архітектор Петро Тарнавецький, можливо, власний проєкт сграфіто)
- вул. Героїв Майдану, 7, 9 (1936 р., модифікація сграфіто).
- вул. Кибальчича, 11 (1932 р., архітектор Тадеуш Врубель, проєкт модифікованої форми сграфіто О. Е. Божемський).
- вул. Конопницької, 3 (1937 р., архітектори Тадеуш Врубель, Леопольд Карасинський). Будинок Головного управління охорони здоров'я з афоризмами Гіпократа понад вікнами другого поверху: «Vita brevis, ars longa, occasia praeceps, experiencia fallax, studiorum difficile». Фасад будинку оздоблено декоративними вставками виконаними у техніці сграфіто.
- вул. Копистинського, 6 (1934 р., проєкт сграфіто М. Каннель).
- вул. Паркова, 8 (1898 р., архітектор Карел Боублік).
- вул. Самчука, 19 (1936 р., архітектор Домінік Вухович).
- вул. Сліпого Й., 11 (у 1960-х).
- вул. Стецька, 13 (1930 р., архітектор Євген Червінський, виконавець сграфіто К. Пьотрович).

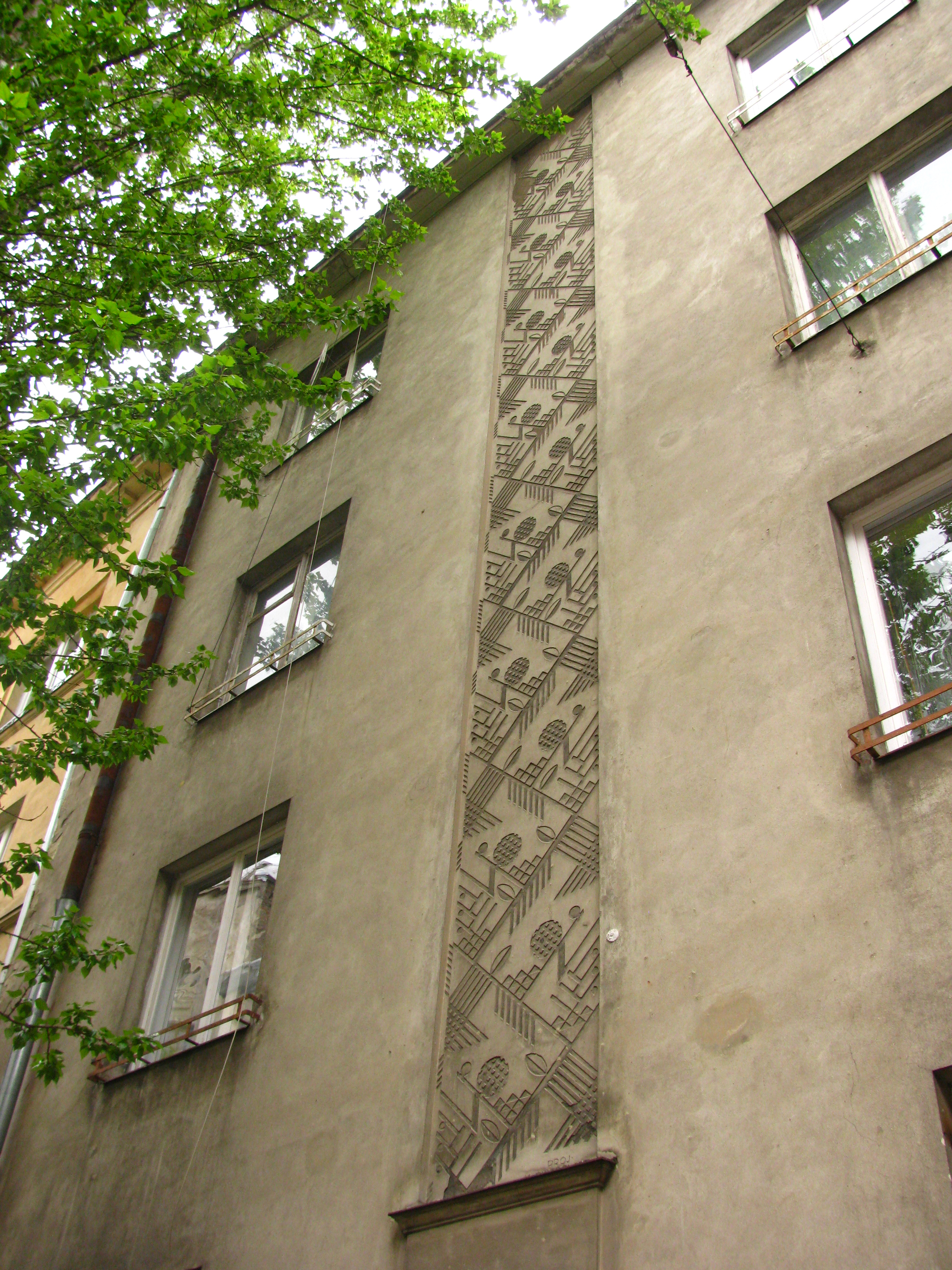
вул. Архипенка, 32
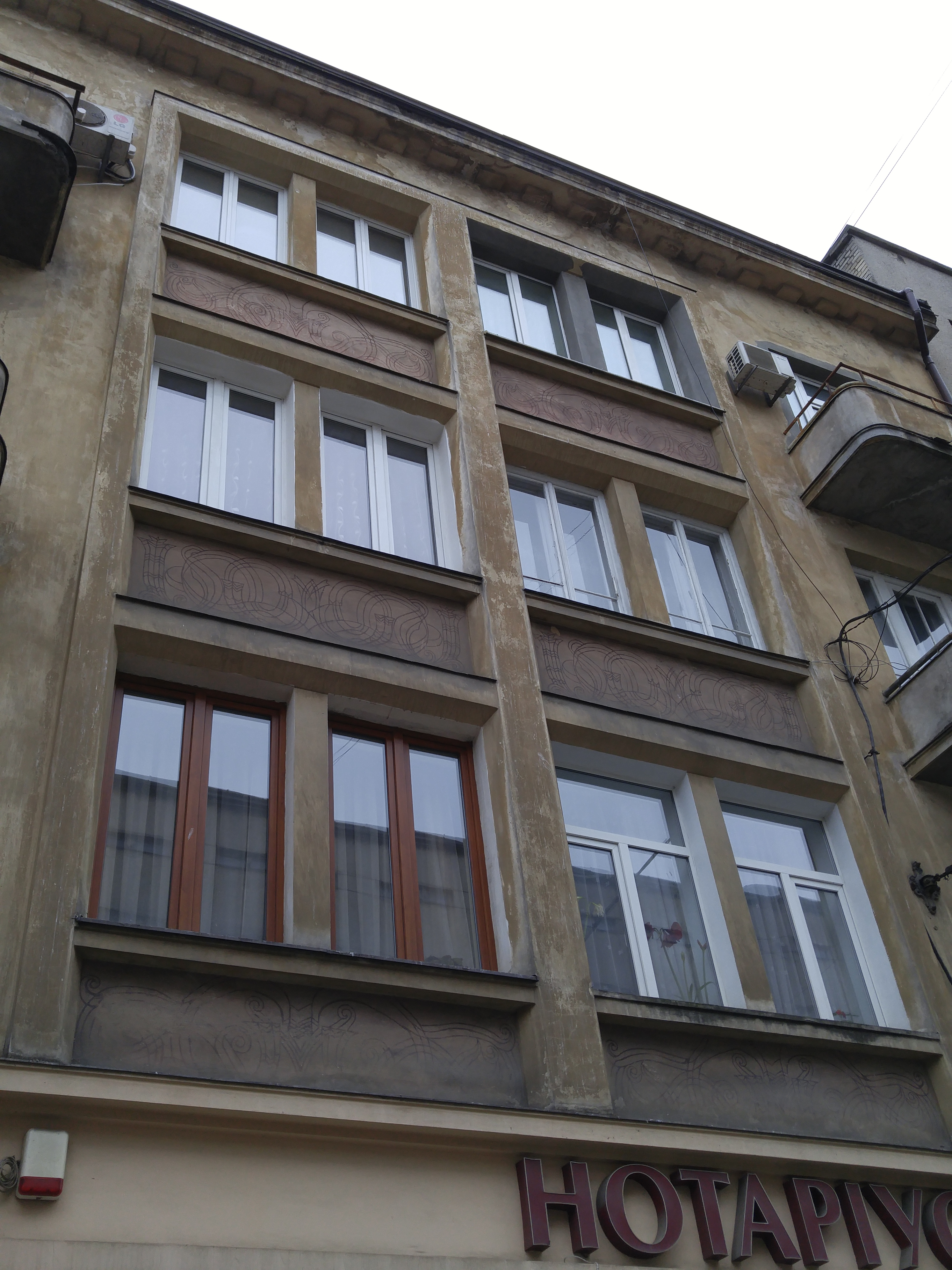
вул. Вітовського, 9А
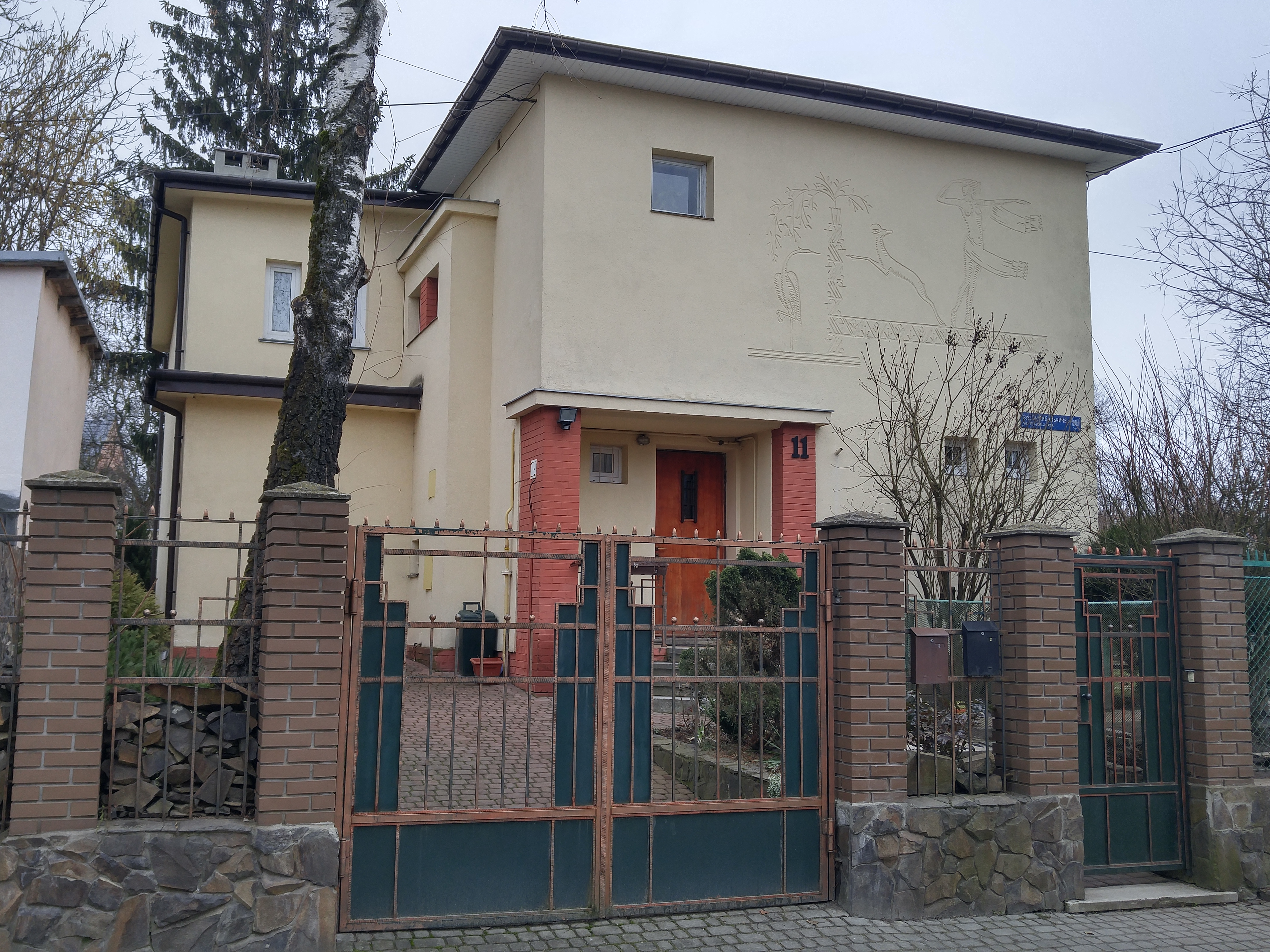
вул. Кибальчича, 11
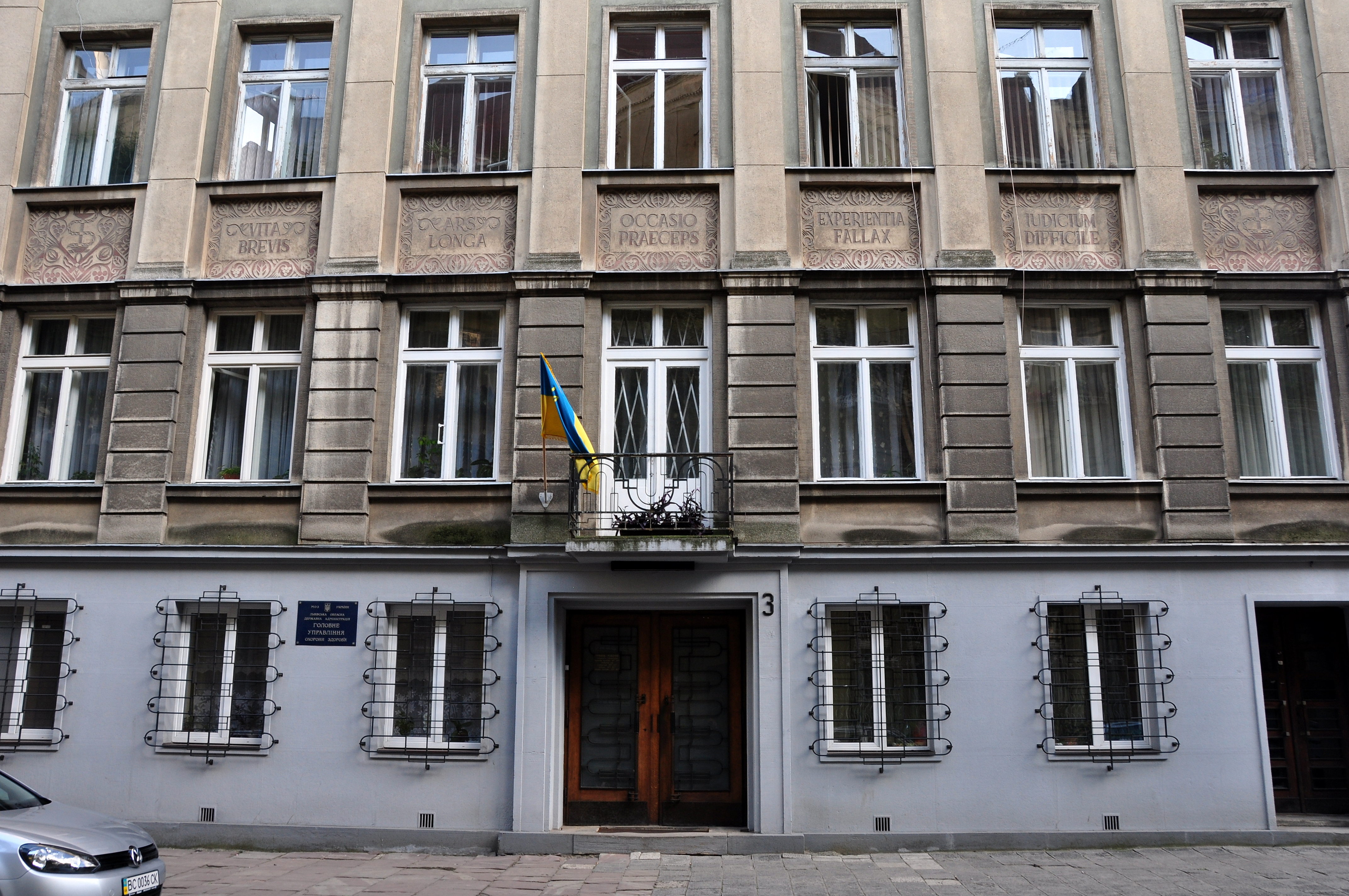
вул. Конопницької, 3
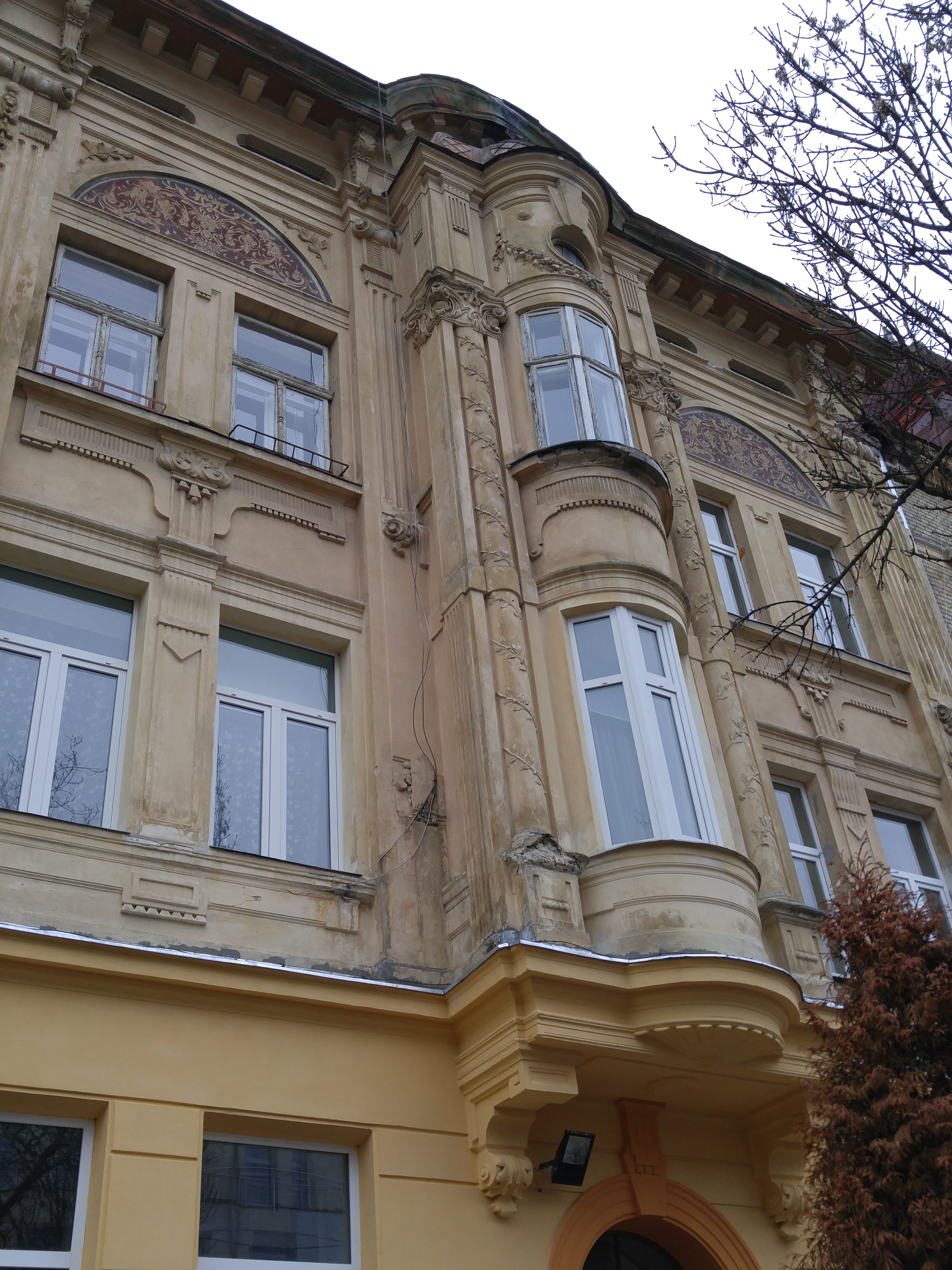
вул. Паркова, 8
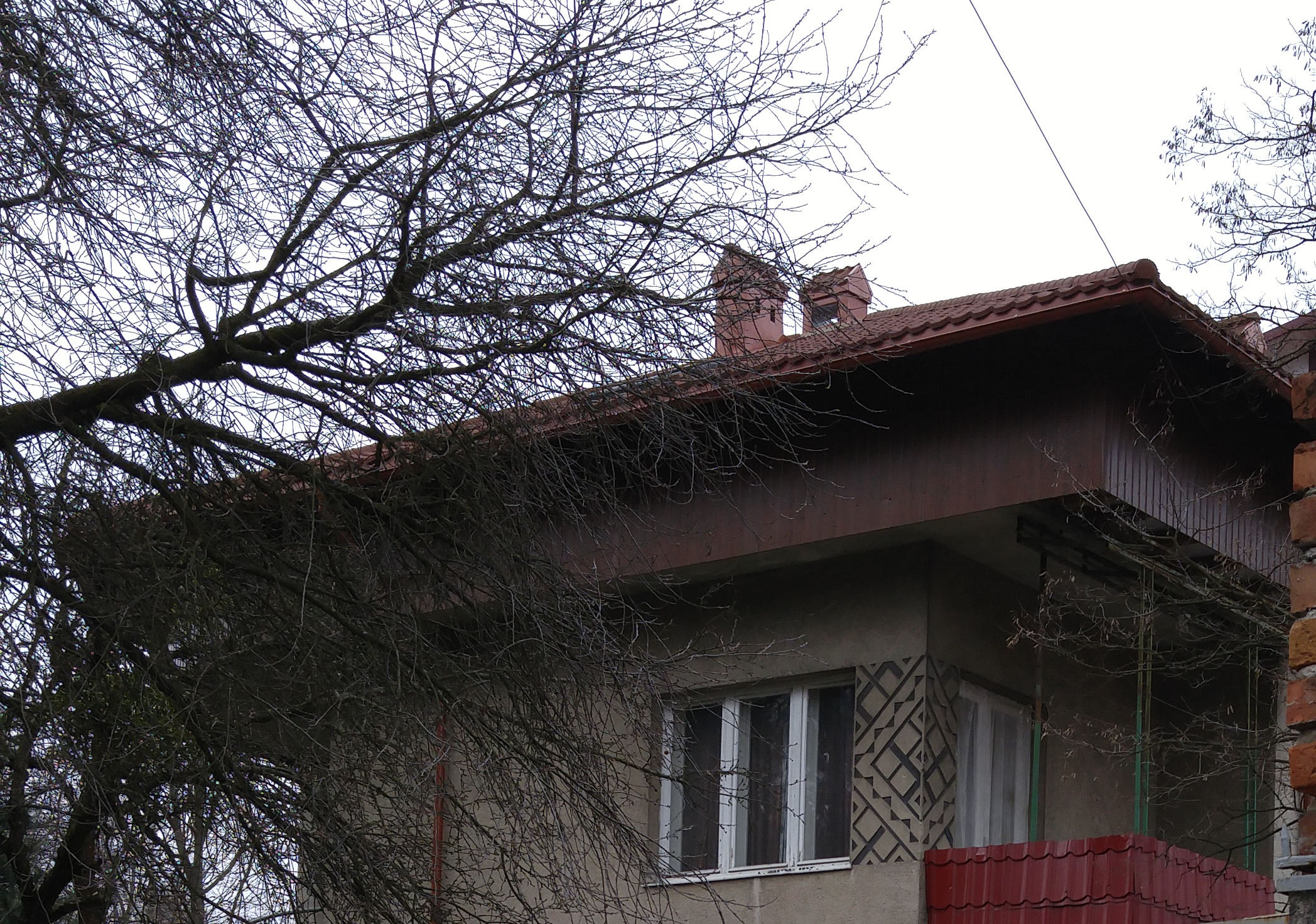
вул. Самчука, 19
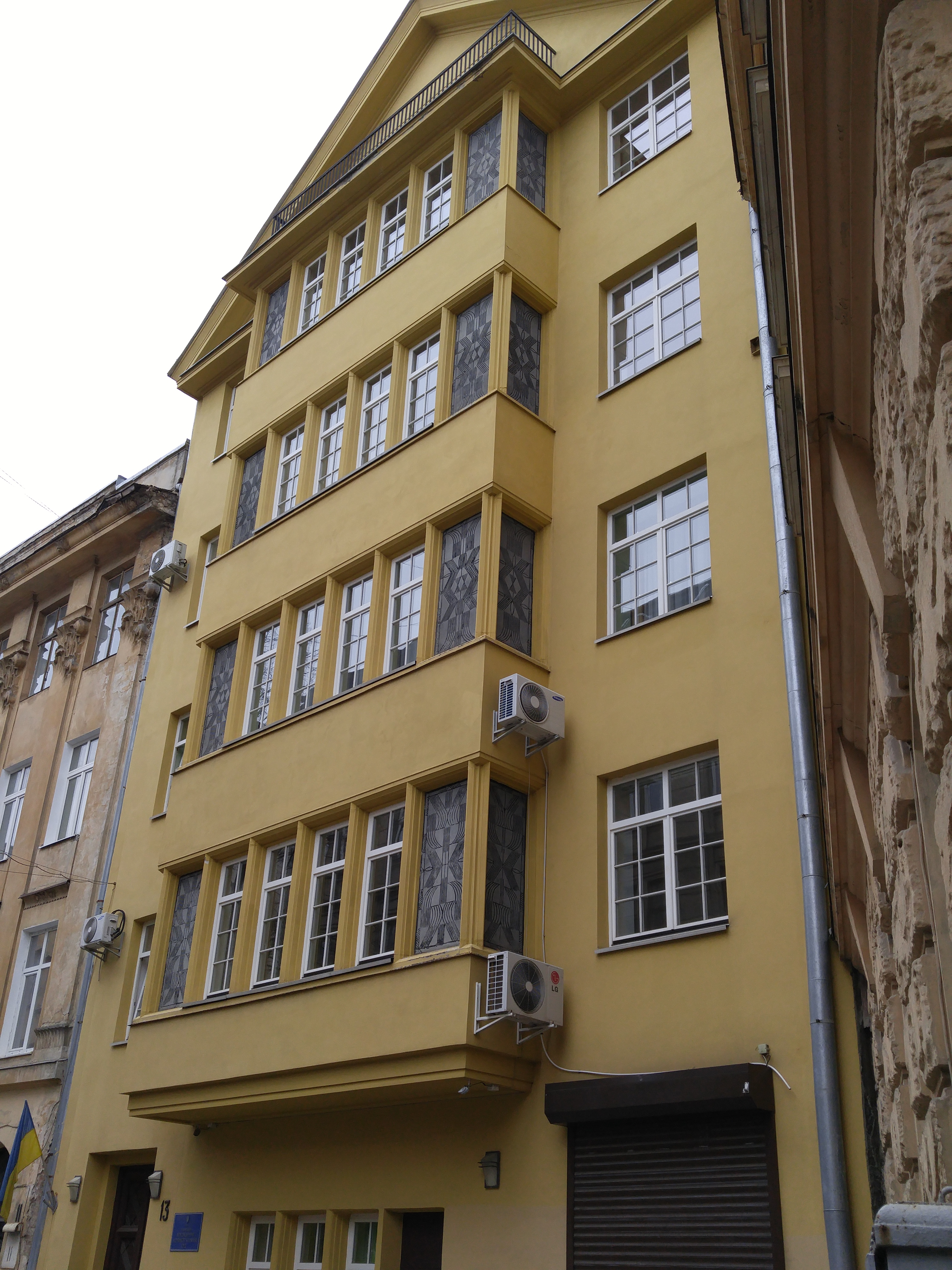
вул. Стецька, 13